# Maniac (Victoria-Conrady-Lied)
Maniac (englisch für „Wahnsinnig“) ist ein Lied der deutschen Singer-Songwriterin Victoria Conrady, in Kooperation mit dem deutschen Popsänger Mark Forster. Das Stück ist der Siegertitel des Songwriting-Wettbewerbs Dein Song aus dem Jahr 2015.

## Entstehung und Veröffentlichung
Geschrieben wurde das Lied von Victoria Conrady. Produziert wurde die Single durch Christoph Paulssen. Das finale Arrangement erfolgte unter der Mithilfe von Mark Forster und Daniel Nitt. Die Single wurde unter dem Musiklabel Sony Music veröffentlicht und durch Sony/ATV Music Publishing vertrieben.
Die Erstveröffentlichung von Maniac erfolgte als Einzeldownload am 6. März 2015. Darüber hinaus ist das Lied auf dem Sampler Dein Song 2015 zu finden. Um das Lied zu bewerben, folgte unter anderem ein Liveauftritts Conradys bei daheim + unterwegs im WDR Fernsehen sowie ein gemeinsamer Auftritt von Conrady und Forster bei Volle Kanne im ZDF.

## Inhalt
Der Liedtext zu Maniac ist in deutscher und englischer Sprache verfasst, ins Deutsche übersetzt bedeutet der Titel „Wahnsinnig“. Die Musik und der Text wurden eigens durch Conrady verfasst. Musikalisch bewegt sich das Lied im Bereich der Popmusik. Aufgebaut ist das Lied auf zwei Strophen, einer Bridge sowie einem Refrain zwischen und nach den Strophen. Das Lied beginnt mit der ersten Strophe die von Conrady gesungen wird, Forster steigt inmitten dieser ein und sie singen abwechselnd die Zeilen der Strophe. Auf die erste Strophe folgt der Refrain der von beiden zusammen gesungen wird. Der gleiche Ablauf folgt mit der zweiten Strophe. Nach der zweiten Strophe folgt eine kurze Bridge die ebenfalls von beiden gesungen wird und danach ein sich wiederholender Refrain. Die Strophen und die Bridge sind alle in deutscher Sprache, der Refrain in englischer Sprache.
In einem Interview mit KiKA beschrieb Conrady den Inhalt des Liedes mit folgenden Worten: „Es handelt von einer starken Liebe, die einen fast verrückt machen kann, weil die verliebte Person so intensive Gefühle erlebt, dass sie an nichts anderes mehr denken kann.“
| „You make me – maniac, maniac. You make me feel this way. Maniac, maniac. Fom the point when you cut my way, way, way. And again you make my day – maniac, maniac. And you make me.“ – Refrain, Originalauszug | „Du machst mich – wahnsinnig, wahnsinnig. Du lässt mich so fühlen. Wahnsinnig, wahnsinnig. Vom Zeitpunkt als du mein Weg gekreuzt hast, Weg, Weg. Und zum wiederholten mal machst du mein Tag – wahnsinnig, wahnsinnig. Und du machst mich.“ – Refrain, Übersetzung |

## Musikvideo
Das Musikvideo zu Maniac feierte am 3. März 2015 während Dein Song auf KIKA seine Premiere. Zu sehen ist Conrady die durch einen Wald spaziert und plötzlich ein endlos langes rotes Tuch entdeckt. Das Tuch streift durch den Wald und Conrady verfolgt dieses und versucht es zu fangen. Zunächst führt es sie aus dem Wald zu einem Ort mit alten Eisenbahnwägen, an dem sie sich einige Zeit aufhält. Gegen Ende führt sie das Tuch zu einer Burg auf dessen Turm sie das Tuch zu fassen bekommt. Kurz nachdem sie das Tuch in die Hände bekommt, lässt sie es wieder los und das Tuch fliegt aus dem Burgfenster wieder hinaus in die Natur. Zwischendurch sind immer wieder Szenen mit Studioaufnahmen von Conrady und Forster, sowie eine Szene von Conrady die ein Bild (von zwei sich nähernden Händen) zeichnet zu sehen. Die Gesamtlänge des Videos beträgt 3:55 Minuten. Regie führte Andreas Z. Simon.

## Mitwirkende
| Liedproduktion - Victoria Conrady: Gesang, Komponist, Liedtexter - Mark Forster: Arrangement, Gesang - Daniel Nitt: Arrangement - Christoph Paulssen: Musikproduzent | Musikvideo - Andreas Z. Simon: Regisseur Unternehmen - Sony Music: Musiklabel - Sony/ATV Music Publishing: Vertrieb |

## Rezeption

### Auszeichnungen
Am 6. März 2015 gewann Conrady zusammen mit ihrem Paten Forster den Songwriting-Wettbewerb Dein Song. Hierfür wurde Conrady als „Songwriterin des Jahres 2015“ ausgezeichnet. In der Finalshow konnte sie sich per Telefonvoting gegen ihre sieben Mitstreiter und deren Paten Laith Al-Deen, Blank & Jones, MC Fitti, Stefanie Heinzmann, Flo Mega, Gregor Meyle und Olly Murs durchsetzen.

### Charts und Chartplatzierungen
Maniac erreichte in Deutschland Position 99 der Singlecharts und konnte sich insgesamt eine Woche in den Charts halten. Die Single konnte sich an vier Tagen in den Tagesauswertungen der deutschen iTunes-Charts platzieren und erreichte mit Rang 46 die Höchstplatzierung. Für Conrady und ihren Produzenten Paulssen ist dies jeweils der erste und bislang einzige Charterfolg ihrer Karriere. Für Forster als Interpret ist dies bereits der sechste Charterfolg in den deutschen Singlecharts.